# سیارک ۲۶۹۱
سیارک ۲۶۹۱ (به انگلیسی: 2691 Sersic، نامگذاری:1974KB) دو هزار و ششصد و نود و یکمین سیارک کشف شده‌است که در ۱۸ مه ۱۹۷۴ کشف شد.
قدر مطلق سیارک برابر ۱۳٫۴۰ است.